# Хейленд (тауншип, Миннесота)
Хейленд (англ. Hayland) — тауншип в округе Мил-Лакс, Миннесота, США. На 2000 год его население составило 490 человек.

## География
По данным Бюро переписи населения США площадь тауншипа составляет 93,1 км², из которых 93,0 км² занимает суша, а 0,1 км² — вода (0,14 %).

## Демография
По данным переписи населения 2000 года здесь находились 490 человек, 177 домохозяйств и 138 семей.  Плотность населения —  5,3 чел./км².  На территории тауншипа расположено 215 построек со средней плотностью 2,3 построек на один квадратный километр. Расовый состав населения: 99,18 % белых, 0,20 % коренных американцев, 0,20 % азиатов и 0,41 % приходится на две или более других рас. Испанцы или латиноамериканцы любой расы составляли 0,61 % от популяции тауншипа.
Из 177 домохозяйств в 40,7 % воспитывались дети до 18 лет, в 65,0 % проживали супружеские пары, в 5,6 % проживали незамужние женщины и в 22,0 % домохозяйств проживали несемейные люди. 19,8 % домохозяйств состояли из одного человека, при том 4,5 % из — одиноких пожилых людей старше 65 лет. Средний размер домохозяйства — 2,77, а семьи — 3,19 человека.
31,0 % населения — младше 18 лет, 4,7 % — в возрасте от 18 до 24 лет, 30,2 % — от 25 до 44, 23,7 % — от 45 до 64, и 10,4 % — старше 65 лет. Средний возраст — 36 лет. На каждые 100 женщин приходилось 105,0 мужчин.  На каждые 100 женщин старше 18 приходилось 106,1 мужчин.
Средний годовой доход домохозяйства составлял 35 446 долларов, а средний годовой доход семьи —  40 221 доллар. Средний доход мужчин —  31 500  долларов, в то время как у женщин — 16 818. Доход на душу населения составил 16 836 долларов. За чертой бедности находились 9,9 % семей и 13,1 % всего населения тауншипа, из которых 21,1 % младше 18 и 5,0 % старше 65 лет.